# Тетраоксоманганат(V) натрия
Тетраоксоманганат(V) натрия — неорганическое соединение, соль металла натрия и марганцоватистой кислоты с формулой Na3MnO4, тёмно-зелёные кристаллы, слабо растворимые в холодной воде, разлагается в горячей, образует кристаллогидраты.

## Получение
- Сплавление оксида марганца(IV) с едким натром в токе кислорода:

{\displaystyle {\mathsf {4MnO_{2}+O_{2}+12NaOH\ {\xrightarrow {800^{o}C}}\ 4Na_{3}MnO_{4}+6H_{2}O}}}
- Восстановление перманганата калия сильно щёлочным раствором сульфита натрия:

{\displaystyle {\mathsf {2KMnO_{4}+2Na_{2}SO_{3}+6NaOH\ {\xrightarrow {}}\ 2Na_{3}MnO_{4}+2Na_{2}SO_{4}+2KOH+2H_{2}O}}}
- Разложение манганата натрия в сильно щелочном растворе:

{\displaystyle {\mathsf {4Na_{2}MnO_{4}+4NaOH\ {\xrightarrow {}}\ 4Na_{3}MnO_{4}+O_{2}\uparrow +2H_{2}O}}}

## Физические свойства
Тетраоксоманганат(V) натрия образует тёмно-зелёные кристаллы кубической сингонии, параметры ячейки a = 0,7595 нм.
Образует кристаллогидраты:
- Na3MnO4•12H2O — ярко-голубые кристаллы
- Na3MnO4•10H2O — тёмно-синие кристаллы
- Na3MnO4•7H2O — тёмно-синие кристаллы

Известна основная соль Na3MnO4•NaOH.

## Химические свойства
- Разлагается горячей водой:

{\displaystyle {\mathsf {2Na_{3}MnO_{4}+2H_{2}O\ {\xrightarrow {90^{o}C}}\ Na_{2}MnO_{4}+MnO_{2}\downarrow +4NaOH}}}
- Окисляет концентрированную соляную кислоту:

{\displaystyle {\mathsf {2Na_{3}MnO_{4}+16HCl\ {\xrightarrow {}}\ 2MnCl_{2}+3Cl_{2}\uparrow +6NaCl+8H_{2}O}}}
- Поглощает углекислый газ:

{\displaystyle {\mathsf {3Na_{3}MnO_{4}+4CO_{2}\ {\xrightarrow {}}\ NaMnO_{4}+2MnO_{2}\downarrow +4Na_{2}CO_{3}}}}
- Окисляется хлором:

{\displaystyle {\mathsf {Na_{3}MnO_{4}+Cl_{2}\ {\xrightarrow {}}\ NaMnO_{4}+2NaCl}}}